# 1947 Iso-Heikkila
1947 Iso-Heikkila је астероид главног астероидног појаса са пречником од приближно 29,44 km.
Афел астероида је на удаљености од 3,256 астрономских јединица (АЈ) од Сунца, а перихел на 3,057 АЈ.
Ексцентрицитет орбите износи 0,031, инклинација (нагиб) орбите у односу на раван еклиптике 11,892 степени, а орбитални период износи 2048,914 дана (5,609 година).
Апсолутна магнитуда астероида је 10,80 а геометријски албедо 0,097.
Астероид је откривен . 1931. године.